# Stolar
Stolar, tesar ili drvar je obrtnik koji izrađuje pokućstvo, građevne materijale i različite predmete obradom drveta odnosno osoba koja se bavi stolarstvom. Budući da je za izradu različitih oblika, ureza, ukrasa ili predmeta potrebna vještina i stvaralačka sposobnost stolar je u neku ruku i umjetnik, posebno ako izrađuje umjetnička djela od drveta. Zanimanje je u kojem prevladavaju muškarci.
Najstariji predmet (od hrastovine i lijeske) za koji se drži da je djelo stolara potječe iz šestog tisućljeća pr. Kr., a pronađen je u češkom Ostrovu. Najstariji spomen stolarstva nalazi se u Vitruvijevom nizu djela pod naslovom De Architectura. Dijelovi crkve u Greenstedu u Engleskoj potječu iz 11. stoljeća, što je čini najstarijom očuvanom drvenom crkvom na svijetu.
U kršćanstvu je sv. Josip kao stolar i zaštitnik radnika arhetip uzornog radnika i marljivosti kao vrline.

## Vanjske poveznice
|  | Zajednički poslužitelj ima još gradiva o temi Stolarstvo |
|  | Wikiknjige imaju gradivo o temi Carpentry                |